# Prinsesse Eugenie af York
Prinsesse Eugenie af York  (Eugenie Victoria Helena; født 23. marts 1990 i London, Storbritannien) er en britisk prinsesse, som er medlem af den britiske kongefamilie.
Hun er den yngste datter og det yngste barn af prins Andrew, hertug af York (født 1960) og Sarah, hertuginde af York (født 1959).
Hun er sønnedatter af dronning Elizabeth 2. af Storbritannien og prinsgemalen Prins Philip, hertug af Edinburgh.

## Tidlige liv
Prinsesse Eugenie blev født den 23. marts 1990 på Portland Hospital i Londons West End. Hun var det andet barn, der blev født i ægteskabet mellem Prins Andrew, Hertug af York og Sarah Ferguson og det sjette barnebarn af Dronning Elizabeth 2. af Storbritannien og Prins Philip, Hertug af Edinburgh.

## Ægteskab og børn
Brylluppet mellem prinsessen og Jack Brooksbank fandt sted i St George's Chapel, Windsor Castle, den 12. oktober 2018.
Den 25. september 2020 annoncerede Buckingham Palace at parret venter deres første barn, først på året i 2021.
Prinsesse Eugenie fødte en søn den 9. februar 2021 på Portland Hospital i London. Den 20. februar 2021 annoncerede parret via Instagram, at de havde navngivet deres søn August Philip Hawke Brooksbank.
I januar 2023 blev det annonceret, at Eugenie var gravid med parrets andet barn. Parrets anden søn, Ernest George Ronnie Brooksbank, blev født den 30. maj 2023. Han er opkaldt efter kong George V, barnets tip-tipoldefar, hvis mellemnavn var Ernest, barnets bedstefar George Brooksbank og sin oldefar Major Ronald Ferguson.

## Titel og prædikat
- 23. marts 1990 – nu: Hendes kongelige højhed  Prinsesse Eugenie af York

## Placering i arvefølgen
Eugenie af York indgår i arvefølgen til den britiske trone. I oktober 2013 var hun nummer syv i arvefølgen..